# Central City (Dakota del Sud)
Central City és una població dels Estats Units a l'estat de Dakota del Sud. Segons el cens del 2000 tenia 149 habitants.

## Demografia
Segons el cens del 2000, Central City tenia 149 habitants, 67 habitatges, i 39 famílies. La densitat de població era de 410,9 habitants per km².
Dels 67 habitatges en un 19,4% hi vivien nens de menys de 18 anys, en un 53,7% hi vivien parelles casades, en un 4,5% dones solteres, i en un 40,3% no eren unitats familiars. En el 32,8% dels habitatges hi vivien persones soles el 7,5% de les quals corresponia a persones de 65 anys o més que vivien soles. El nombre mitjà de persones vivint en cada habitatge era de 2,22 i el nombre mitjà de persones que vivien en cada família era de 2,8.
Per edats la població es repartia de la següent manera: un 19,5% tenia menys de 18 anys, un 5,4% entre 18 i 24, un 33,6% entre 25 i 44, un 33,6% de 45 a 60 i un 8,1% 65 anys o més.
L'edat mediana era de 43 anys. Per cada 100 dones de 18 o més anys hi havia 118,2 homes.
La renda mediana per habitatge era de 21.250 $ i la renda mediana per família de 31.250 $. Els homes tenien una renda mediana de 23.750 $ mentre que les dones 18.438 $. La renda per capita de la població era de 12.870 $. Entorn del 10,5% de les famílies i el 15,9% de la població estaven per davall del llindar de pobresa.

## Poblacions més properes
El següent diagrama mostra les poblacions més properes.